# Albert Bloch
Albert Bloch (ur. 2 sierpnia 1882 w St. Louis, Missouri, USA, zm. 9 grudnia 1961 w Lawrence, Kansas, USA) – amerykański malarz i tłumacz.
Jego rodzice byli niemiecko-żydowskimi emigrantami z Czech, osiadłymi w roku 1869 w Stanach Zjednoczonych.
Albert Bloch studiował na Akademii Sztuk Pięknych w St. Louis i zarabiał jednocześnie w latach 1905-1908 rysunkami w stylu secesyjnym dla tygodnika „The Mirror”. Wydawca tygodnika w uznaniu dla jego talentu ufundował comiesięczne stypendium umożliwiające Blochowi studia w Europie.
W roku 1909 zamieszkał w Monachium, gdzie przyłączył się do grupy artystycznej „Błękitny Jeździec”. Zrezygnował ze studiów na konserwatywnej Akademii Sztuk Pięknych, natomiast uczył się od twórców ówczesnej awangardy. Galeria „Sturm” organizowała wystawy jego malarstwa w wielu krajach europejskich.
Podczas pobytu w Paryżu w 1910 roku zapoznał się z twórczością Vincenta van Gogha, Pabla Picassa i Odilona Redona. Malował pejzaże, weduty, portrety i obrazy z życia cyrków. Jego malarstwo pozostawało pod wpływem kubizmu.
Amerykański kolekcjoner dzieł sztuki współczesnej z Chicago, Arthur Jerome Eddy, w roku 1915 zakupił 25 obrazów Blocha i przedstawił je na indywidualnej wystawie w Art Institute of Chicago.
Zniechęcony stosunkami panującymi w powojennych Niemczech, Bloch powrócił w 1921 do USA, gdzie w 1923 objął katedrę malarstwa na Uniwersytecie Kansas i sprawował tę funkcję do przejścia na emeryturę w roku 1947.
Bloch był surowym krytykiem własnej twórczości i niszczył mniej udane prace. Prace w zbiorach niemieckich padły ofiarą akcji „Sztuki zdegenerowanej” i zostały zniszczone lub sprzedane przez władze III Rzeszy za granicę.
Poza malarstwem zajmował się też przekładami z języka niemieckiego dzieł Karla Krausa, Franza Werfla i Johanna Wolfganga Goethego na język angielski.